# Grünes Blatt
Das Grüne Blatt (Geometra papilionaria) ist ein mittelgroßer Nachtfalter aus der Familie der Spanner.

## Merkmale
Das Grüne Blatt weist eine Spannweite von 40 bis 65 Millimeter auf. Junge Imagines sind leuchtend tiefgrün gefärbt, verblassen aber im Alter bis ins Blaugrüne, und zeigen eine dünne dunkelgrüne und weiße Zeichnung. Charakteristisch sind drei gezackte, unterbrochene Linien aus weißen Flecken auf den Vorderflügeln, von denen sich zwei halbkreisförmig über die Hinterflügel fortsetzen. Antennen und Beine sind orange. Die Raupen sind zweigartig und weisen eine sehr variable Färbung auf. Sie sind zunächst meist braun, nach der Überwinterung, dann gelblich-grün gefärbt mit rotbräunlichen Warzen auf der Oberseite.

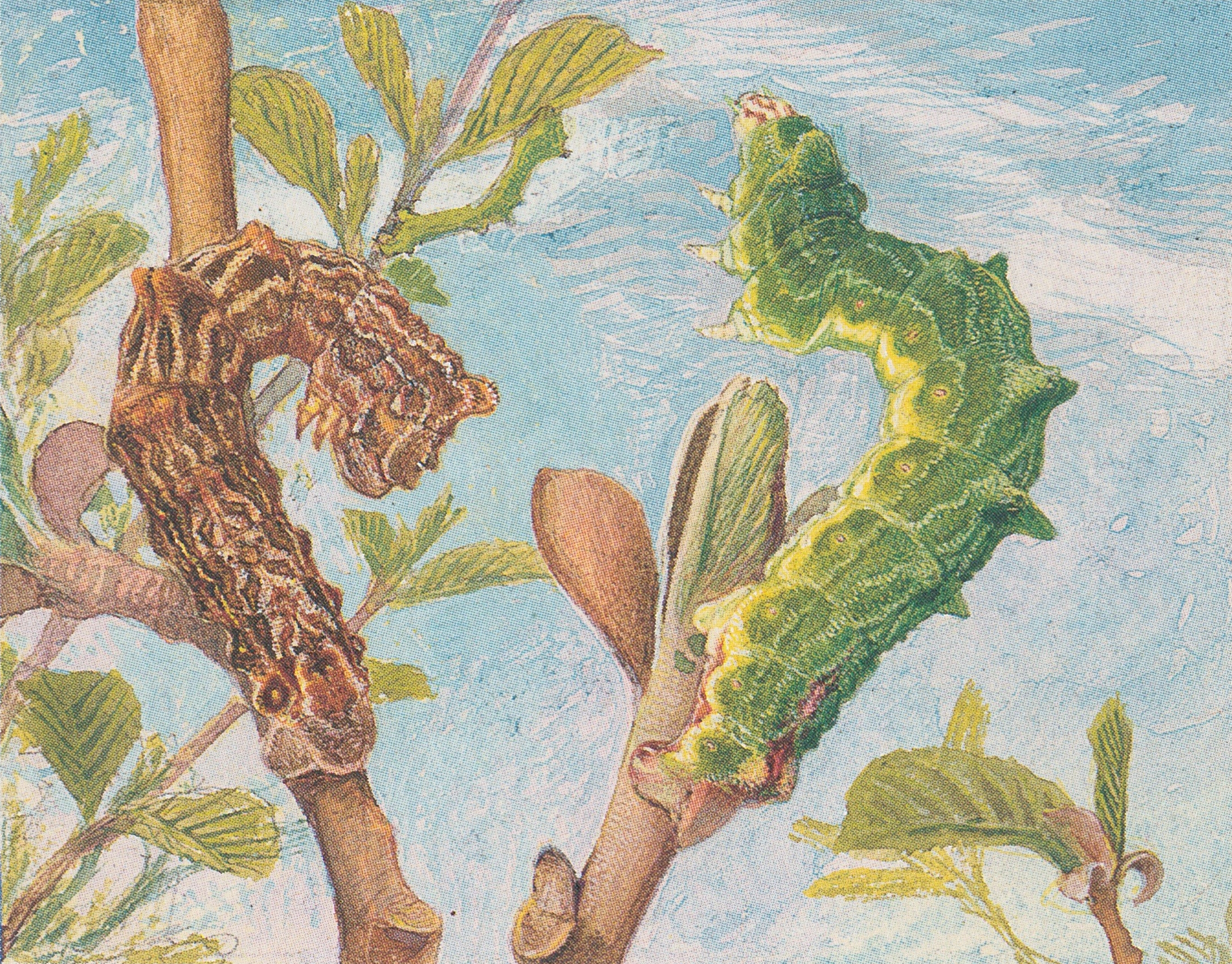
Raupen vor (links) und nach dem Blattaustrieb (rechts)
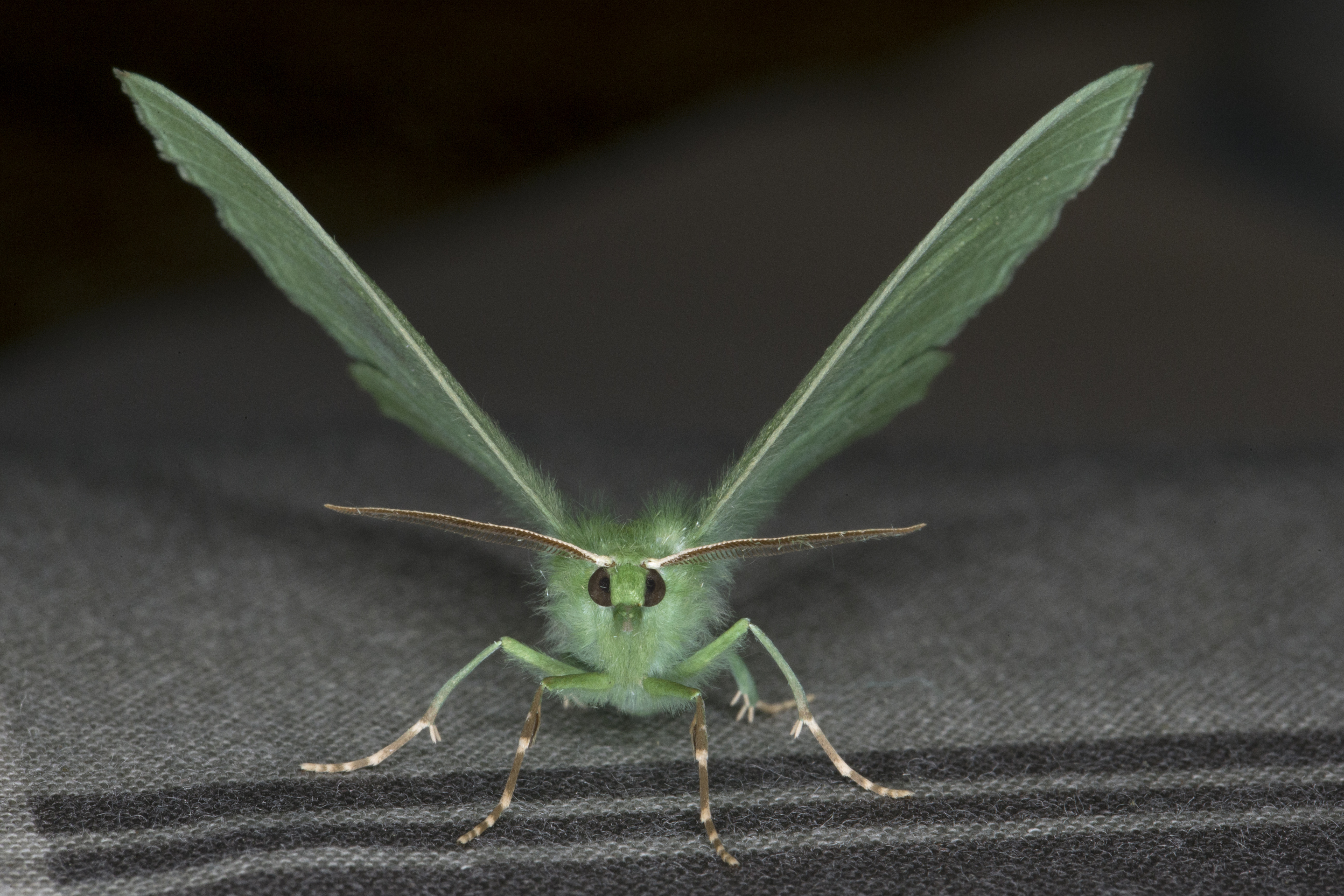
Vorderansicht des Falters mit gut sichtbaren Antennen

### Ähnliche Arten
Folgende Arten können anhand der fehlenden weißen, unterbrochenen, gezackten Fleckenlinie auf den Flügeln vom Grünen Blatt unterschieden werden:
- Waldreben-Grünspanner (Hemistola chrysoprasaria)
- Smaragdspanner (Thetidia smaragdaria)
- Perlglanzspanner (Campaea margaritata)
- Pustelspanner (Comibaena bajularia)
- Gebüsch-Grünspanner (Hemithea aestivaria)
- Zweibindiger Nadelwald-Spanner (Hylaea fasciaria)

## Vorkommen
Das Grüne Blatt ist nicht selten und lebt in und um Laubwäldern, Heidegebieten, Marschland und in waldnahen Siedlungen in der Paläarktis. Die Imagines fliegen in einer Generation von Juni bis August und werden vom Licht angezogen.

## Ernährung
Die hauptsächliche Nahrungspflanze für die Raupen dieser Art ist die Birke. Allerdings kann sie auch auf Buche, Erle, Esche, Hasel oder Holunder vorkommen.

## Fortpflanzung
Die jungen Raupen überwintern und verpuppen sich im Mai in lose zusammengerollten Blättern auf dem Boden. Anfang Juni schlüpfen dann die adulten Grünen Blätter.